# Pink Aura
Pink Aura es el tercer álbum de estudio de la cantante y youtuber mexicana Kenia Os. Se lanzó el 24 de abril de 2024 por 5020 Records & Sony Music México. El álbum cuenta con colaboraciones de Álvaro Díaz, La Joaqui, Yeri Mua, Ghetto Kids, Villano Antillano y Bella Poarch.

## Promoción
El álbum y la lista de canciones se anunciaron el 3 de abril de 2024. 
El 7 de mayo de 2024 se anunció una gira de conciertos llamada Pink Aura Tour en la cuenta de Instagram de la cantante, esta comenzó el 11 de mayo de 2024 y finalizó el 14 de diciembre del mismo año. 

## Lista de canciones
| N.º   | Título                                   | Duración |  |
| 1.    | «La OG»                                  | 2:04     |  |
| 2.    | «Tortura»                                | 2:12     |  |
| 3.    | «Kitty ft. La Joaqui»                    | 2:39     |  |
| 4.    | «Ojo x Ojo»                              | 3:01     |  |
| 5.    | «Big Bang»                               | 2:37     |  |
| 6.    | «VIP ft. Villano Antillano»              | 3:07     |  |
| 7.    | «Solo Una Vez»                           | 3:07     |  |
| 8.    | «Es Así»                                 | 3:14     |  |
| 9.    | «F* OFF ft. Bella Poarch»                | 3:13     |  |
| 10.   | «OMG»                                    | 3:03     |  |
| 11.   | «After Pari»                             | 2:20     |  |
| 12.   | «Mi X»                                   | 1:42     |  |
| 13.   | «Complete»                               | 2:22     |  |
| 14.   | «Bobo ft. Álvaro Díaz»                   | 3:01     |  |
| 15.   | «Mamita Rica ft. Yeri Mua y Ghetto Kids» | 2:59     |  |
| 40:38 |                                          |          |  |